# Dirk Schäfer (Komponist, 1873)

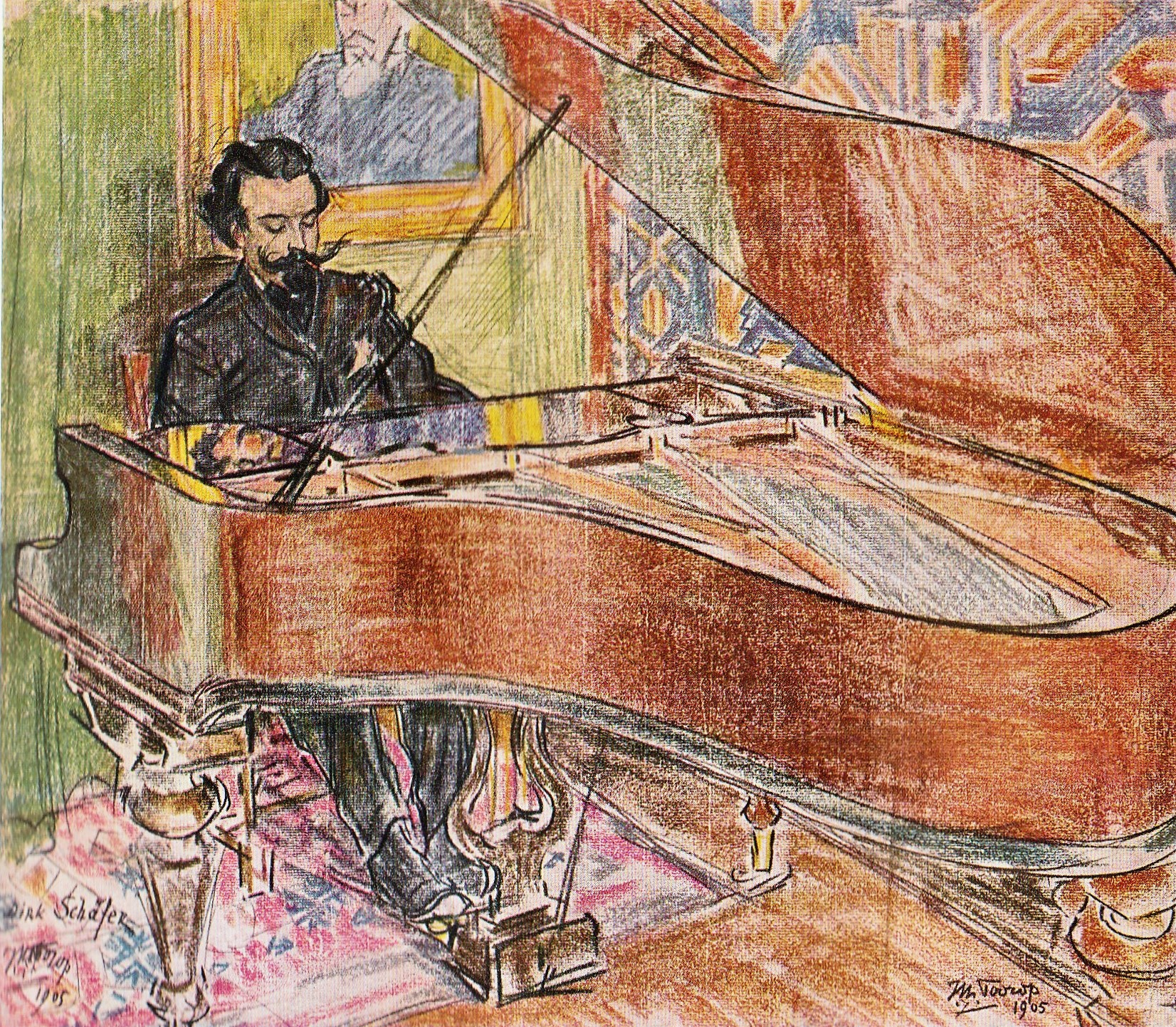
Jan Toorop: Dirk Schäfer (Pastell, 1905)

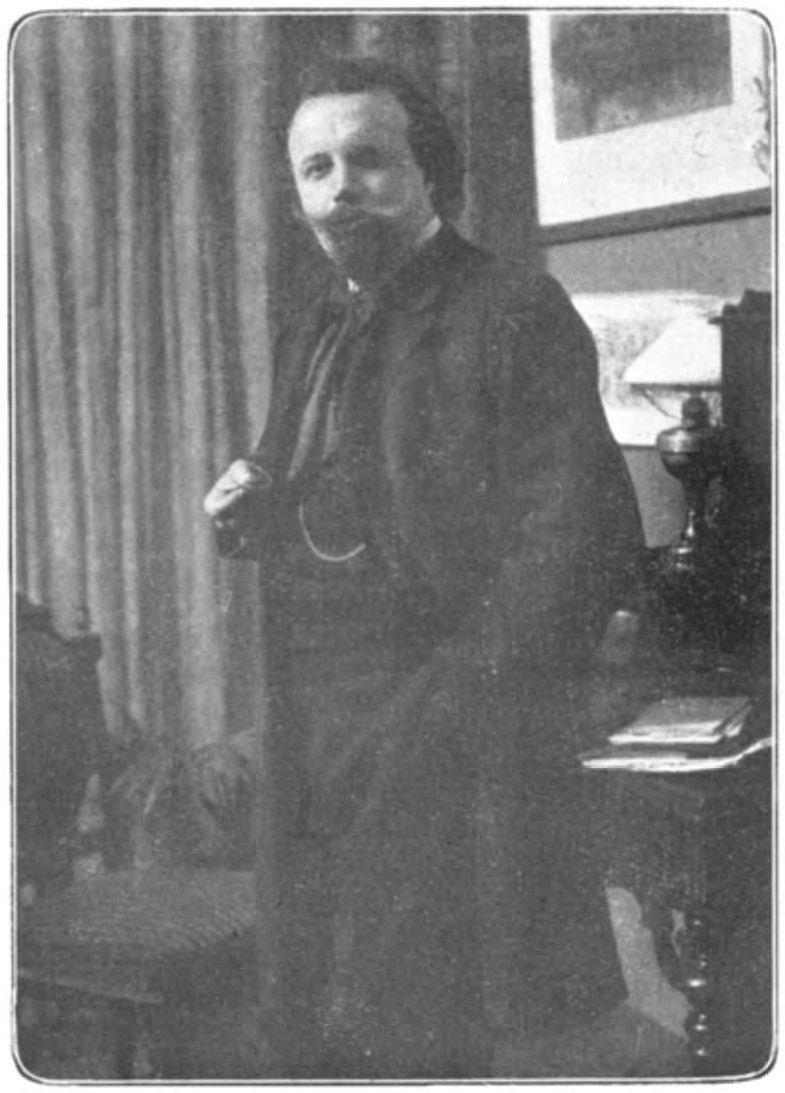
Porträt in Onze Musici (1911)

Dirk Schäfer (auch Dietrich, geboren 25. November 1873 in Rotterdam; gestorben 16. Februar 1931 in Amsterdam) war ein niederländischer Pianist und Komponist.

## Leben
Dirk Schäfer studierte an der Kölner Musikhochschule bei Max von Pauer (Klavier), Gustav Jensen (Theorie) und Franz Wüllner (Komposition und Dirigat). Im Jahr 1894 erhielt er ein Stipendium des deutschen Mendelssohn-Preises.
Er wohnte in Den Haag, von wo aus er Konzertreisen nach Paris, Wien, London und Berlin machte.
1899 führte er mit Willem Mengelberg und dem Concertgebouworkest sein Klavierkonzert auf. Schäfer vernichtete es später. 1905 führte Mengelberg Schäfers Capriccio op een gamelang-melodie (Rhapsodie javanaise) und eine Suite Pastorale auf. Zwischen 1913 und 1915 gab er elf Klavierkonzerte mit Werken der älteren und der gegenwärtigen Klavierliteratur, von William Byrd bis Arnold Schönberg, und bewies damit dem Konzertpublikum sein Können. Er führte Werke von Chopin auf, die er auch auf Schallplatte aufnahm.
Für Carl Flesch komponierte er zwei Violinsonaten, für Gérard Hekking eine Cellosonate.
Seine Frau Ida Dumstorff stellte aus seinem Nachlass eine Klavierschule zusammen. Der Komponist Franz Weisz war mit ihm befreundet und schrieb eine kleine Biografie.

## Werke
- Dirk Schäfer, Ida Schäfer-Dumstorff: Het Klavier. Amsterdam : Wereldbibliotheek, 1942

Kompositionen
Werke mit Opusnummer
- op. 01, Zwei Lieder für gemischten Chor und Orchester; F. E. C. Leuckart, Leipzig, o. D.
- op. 02, Zwei geistliche Gesänge für gemischten Chor; F. E. C. Leuckart, Leipzig, o. D.
- op. 03, Acht Etuden für Klavier; veröffentlicht in zwei Heften; Breitkopf&Haertel, Leipzig, 1900.
- op. 04, Violin-Sonate Nr. 1; Widmung: Aan den Heer L.Jacobson vriendschappelijk opgedragen. Noske, 's Gravenhage, 1901. Zweitauflage 1917.
- op. 05, Klavier-Quintett; Widmung: Herrn Dr. Baron van Zuylen van Nijevelt. Breitkopf&Haertel, Leipzig, 1903.
- op. 06, Violin Sonate Nr. 2; Widmung: An Bram Eldering. Breitkopf&Haertel, Leipzig, 1904.
- op. 07, Rhapsodie Javanaise für Orchester; Widmung: An Willem Mengelberg und dem Concert-Gebouw Orchester in Amsterdam; Breitkopf&Haertel, Leipzig, 1906.
- op. 08, Suite Pastorale für Orchester; Noske, Middleburg, 1908.
- op. 08b, Suite Pastorale Bearbeitung für Klavier; Noske, Middleburg, 1908.
- op. 09, Sonata Inaugurale voor Klavier; Noske, Middleburg, 1913.
- op. 10, 3 Klavierstukken; Noske, Middleburg 1914.
- op. 11, 2 Violin-Sonaten; Widmung Nr. 2: Aan Carl Flesch; Noske, 's Gravenhage, 1916.
- op. 12, Zes Klavierstukken; Widmung: Aan W. N. F. Sibmacher Zijnen; Noske, 's Gravenhage, 1916. Zweitauflage G. Alsbach, Amsterdam, o. D.
- op. 13, Violoncello-Sonate; Widmung: Aan Gerard Hekking. Noske, 's Gravenhage, 1916.
- op. 14, Strijkkwartet; Widmung: Aan Mr C. D. Salomonson; Noske, 's Gravenhage, 1921.
- op. 15, 8 Klavierstukken; Widmung Nr. 8 Aan Johan Verster; G. Alsbach, Amsterdam, o. D.
- op. 16, Werk zurückgezogen.
- op. 17, Interludes voor Klavier; Widmung: Aan Baron Adolph Wodniansky; Noske,'s Gravenhage, 1923.
- op. 18, Toccata voor Klavier; Noske, 's Gravenhage, 1924.
- op. 19, Suite voor Klavier; Widmung: Aan mijne Vrouw; G. Alsbach, Amsterdam, 1929.

Werke ohne Opusnummer
- Barcarole voor Klavier; F. E. C. Leuckart, Leipzig, o. D.
- Drei Klavierstücke; Nr. 1 Scherzo, Nr. 2 Impromptu, Nr. 3 Valse di Bravura; Noske, 's Gravenhage, 1921.
- Paraphrase over een Wals „Wiener Blut“ van Joh. Strauss; G. Alsbach, Amsterdam, 1929.
- Praeludium und Fuge; F. E. C. Leuckart, Leipzig, o. D.
- Quatre petits morceaux; Nr. 1 Pastorale (Widmung: a Madame J.E. Mossel-Belinfante), Nr. 2 Alla Minuetto (Widmung: à Joh. Wijsman), Nr. 3 Chant mélancholique (ohne Widmung), Nr. 4 2me Valse (Widmung: à Louis Schnitzler); Süddeutscher Musikverlag, Strassburg i. E., 1903.
- Variationen auf eine Sequenz; Widmung: Meinem lieben Freund Julius Röntgen; C.F. Kahnt Nachfolger, Leipzig, 1904.
- Wals voor Klavier; Supplement „De Nieuwe Amsterdammer“, Ausgabe vom 27. März 1915.